# پیرسون فوده
پیرسون فوده (انگلیسی: Pierson Fodé؛ زادهٔ ۶ نوامبر ۱۹۹۱) هنرپیشه و مانکن اهل ایالات متحده آمریکا است. وی از سال ۲۰۱۲ میلادی تاکنون مشغول فعالیت بوده‌است.
از فیلم‌های که وی در آن به عنوان بازیگر نقش داشته است می‌توان به  آثاری همچون سریال جسی در نقش بروکس و فیلم مردی از تورنتو در نقش مردی از میامی اشاره کرد.

## اوایل زندگی
فوده در موسس لیک، واشینگتن، شهر کوچکی در شرق واشنگتن، از خانواده ران و رابین به دنیا آمد. او دو برادر بزرگتر به نام های پرستون و پیتون و یک خواهر کوچکتر به نام فارون دارد. او در سن ۱۸ سالگی به سمت حرفه بازیگری رفت و در حال حاضر در لس آنجلس اقامت دارد.

## زندگی شخصی
فوده از سال ۲۰۲۰ با بازیگر سکسن شاربینو آشنا شد.